# CHRNG
CHRNG (англ. Cholinergic receptor nicotinic gamma subunit) – білок, який кодується однойменним геном, розташованим у людей на короткому плечі 2-ї хромосоми.  Довжина поліпептидного ланцюга білка становить 517 амінокислот, а молекулярна маса — 57 883.
| 10         |  | 20         |  | 30         |  | 40         |  | 50         |
| ---------- |  | ---------- |  | ---------- |  | ---------- |  | ---------- |
| MHGGQGPLLL |  | LLLLAVCLGA |  | QGRNQEERLL |  | ADLMQNYDPN |  | LRPAERDSDV |
| VNVSLKLTLT |  | NLISLNEREE |  | ALTTNVWIEM |  | QWCDYRLRWD |  | PRDYEGLWVL |
| RVPSTMVWRP |  | DIVLENNVDG |  | VFEVALYCNV |  | LVSPDGCIYW |  | LPPAIFRSAC |
| SISVTYFPFD |  | WQNCSLIFQS |  | QTYSTNEIDL |  | QLSQEDGQTI |  | EWIFIDPEAF |
| TENGEWAIQH |  | RPAKMLLDPA |  | APAQEAGHQK |  | VVFYLLIQRK |  | PLFYVINIIA |
| PCVLISSVAI |  | LIHFLPAKAG |  | GQKCTVAINV |  | LLAQTVFLFL |  | VAKKVPETSQ |
| AVPLISKYLT |  | FLLVVTILIV |  | VNAVVVLNVS |  | LRSPHTHSMA |  | RGVRKVFLRL |
| LPQLLRMHVR |  | PLAPAAVQDT |  | QSRLQNGSSG |  | WSITTGEEVA |  | LCLPRSELLF |
| QQWQRQGLVA |  | AALEKLEKGP |  | ELGLSQFCGS |  | LKQAAPAIQA |  | CVEACNLIAC |
| ARHQQSHFDN |  | GNEEWFLVGR |  | VLDRVCFLAM |  | LSLFICGTAG |  | IFLMAHYNRV |
| PALPFPGDPR |  | PYLPSPD    |  |            |  |            |  |            |

A: Аланін

C: Цистеїн

D: Аспарагінова кислота

E: Глутамінова кислота

F: Фенілаланін

G: Гліцин

H: Гістидин

I: Ізолейцин

K: Лізин

L: Лейцин

M: Метіонін

N: Аспарагін

P: Пролін

Q: Глутамін

R: Аргінін

S: Серин

T: Треонін

V: Валін

W: Триптофан

Кодований геном білок за функціями належить до рецепторів, іонних каналів. 
Задіяний у таких біологічних процесах як транспорт іонів, транспорт, поліморфізм, альтернативний сплайсинг. 
Локалізований у клітинній мембрані, мембрані, клітинних контактах, синапсах.